# Liudolfinger

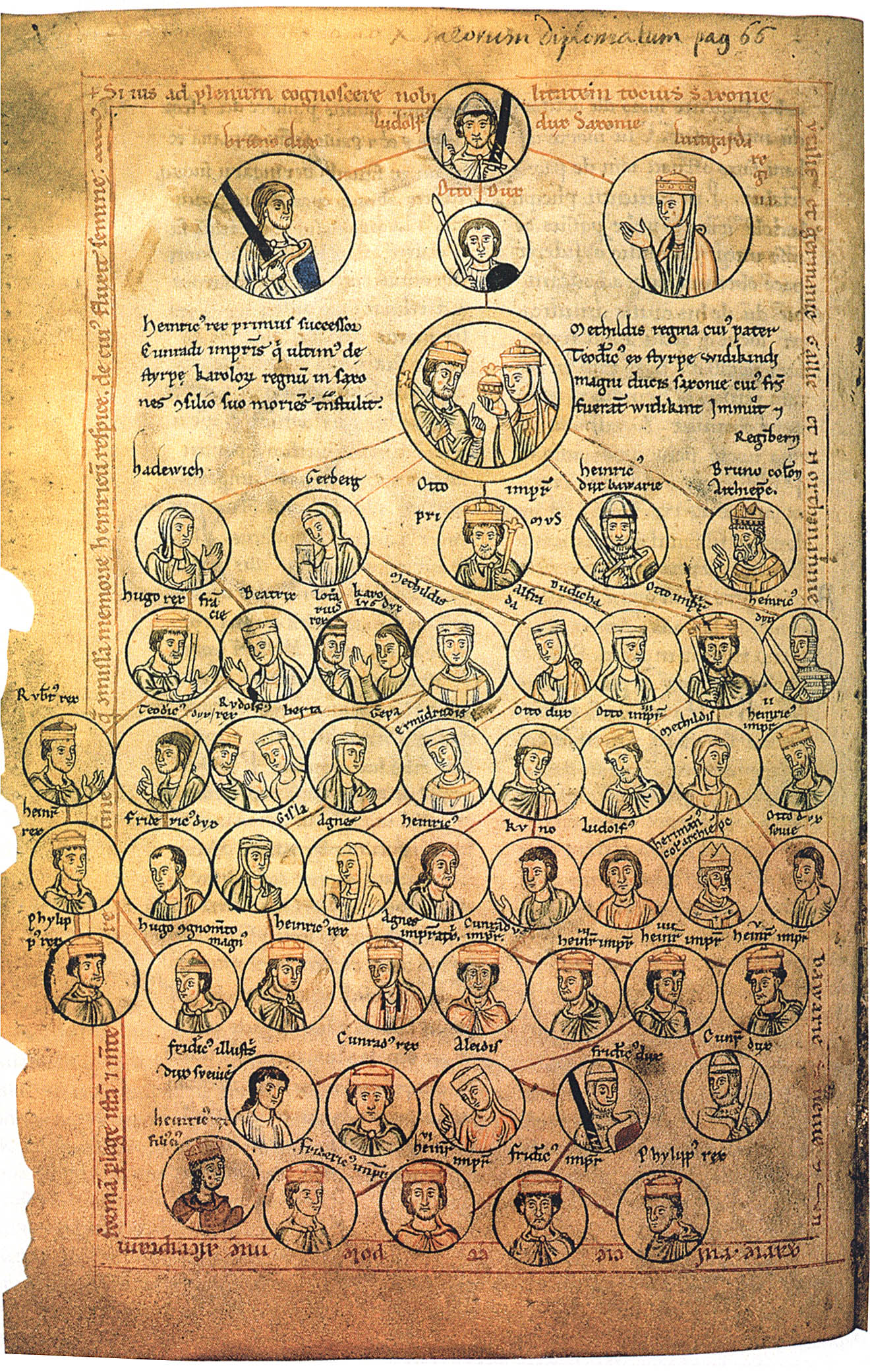
Verwandtschaftstafel der Ottonen in einer Handschrift der Chronica Sancti Pantaleonis aus dem frühen 13. Jahrhundert (Wolfenbüttel, Herzog August Bibliothek, Cod. Guelf. 74.3 Aug. 2°, pag. 226).

Die Liudolfinger, aufgrund der drei liudolfinischen Kaiser Otto I., Otto II. und Otto III. auch als Ottonen bezeichnet, waren ein sächsisches Adelsgeschlecht. Das älteste mit Sicherheit identifizierbare Familienmitglied war Graf Liudolf († 866). Die Ottonen folgten den Konradinern als Herrscherdynastie im Heiligen Römischen Reich, das sie von 919 bis 1024 als Römisch-deutsche Könige und ab 962 als Kaiser regierten. Nachdem die Ottonen mit dem Tod Heinrichs II. 1024 in männlicher Linie ausgestorben waren, ging die Königswürde auf die Salier über.

## Anfänge
Der im 9. Jahrhundert fortschreitende Zerfall des Karolingerreiches führte 843 zunächst zur Ausbildung dreier Reichsteile und 870 zur Spaltung in ein west- und ein ostfränkisches Reichsgebiet. Im Herzogtum Sachsen und in anderen Teilen des Ostfränkischen Reiches begannen die führenden Adelsfamilien um ihren Herrschaftsanspruch in diesen Gebieten zu kämpfen. Bereits Mitte des 9. Jahrhunderts zeichnete sich ab, dass im Herzogtum Sachsen die Liudolfinger zu diesen Adelsfamilien gehörten.
Der Aufstieg der Liudolfinger fällt zusammen mit dem Aufstieg des Ostfränkischen Reiches und dem Entstehen des Heiligen Römischen Reiches. Angesichts der Machtverhältnisse im Reich erwirkte der Frankenherzog und König des Ostfrankenreiches Konrad I., als er bereits im Sterben lag, bei seiner Familie den Verzicht auf ihren geburtsrechtlichen Anspruch auf die Königswürde. Den ostfränkischen Stammesherzögen empfahl er die Wahl seines mächtigsten Gegners, des Liudolfingers Heinrich von Sachsen, zu seinem Nachfolger.

## Könige und Kaiser
Die Herrscher des ostfränkisch-deutschen Reichs aus dem Geschlecht der Liudolfinger waren:
- Heinrich I. (König 919–936)
- Otto I., der Große (936–973, ab 962 als Kaiser)
- Otto II. (Mitkönig 963, Mitkaiser 967, Alleinherrscher 973–983)
- Otto III. (983–1002, ab 996 als Kaiser)
- Heinrich II. (1002–1024, ab 1014 als Kaiser)

### HeinrichI.
Heinrich I. war der Sohn des sächsischen Herzogs Otto des Erlauchten und ein Enkel Liudolfs. Er wurde 919 in Fritzlar von den fränkischen und sächsischen Großen zum ostfränkischen König gewählt. Eine seiner wichtigsten Aufgaben war die Verteidigung des Reiches gegen die immer wieder angreifenden Magyaren. Diese besiegte er im Jahre 933 in der Schlacht bei Riade an der Unstrut. Im selben Jahr unterwarf er die Elbslawen und Böhmen. Dadurch konnte er das Reich nach innen stabilisieren. Eines seiner politischen Ziele war die Schaffung der Reichseinheit. Diese wollte er mittels der 929 verabschiedeten Quedlinburger Hausordnung erreichen, die seinen zweiten Sohn Otto zum direkten Nachfolger bestimmte. Die anderen Söhne wurden mit der Herzogswürde abgefunden.

### OttoI.
Mit König Otto I., der auch Otto der Große genannt wird, bestieg 936 eine der bedeutendsten Persönlichkeiten des Heiligen Römischen Reiches den Thron. Ottos Heer war es, das die Ungarn endgültig besiegte und der Bedrohung aus dem Südosten ein Ende bereitete, als er sie in der Schlacht auf dem Lechfeld 955 vernichtend schlug. Um die Stabilisierung des Reiches zu vollenden, ließ Otto sich von Papst Johannes XII. im Jahre 962 zum Kaiser krönen. Gleichzeitig erneuerte er das römische Kaisertum von Karl dem Großen, bestätigte die Pippinische Schenkung durch das Privilegium Ottonianum und verheiratete seinen Sohn und Thronfolger Otto mit Theophanu, einer byzantinischen „Prinzessin“.

### OttoII.
Bereits 961 wurde der Sohn von Otto I. von seinem Vater zum Mitkönig und 967 zum Mitkaiser erhoben. Als nach 37-jähriger Herrschaft sein Vater verstarb, trat der erst 18-Jährige 973 die Alleinherrschaft an und führte die Politik seines Vaters als römisch-deutscher Kaiser fort. Während seiner Herrschaft erlitt Otto II. jedoch schwere Niederlagen. Bei der Schlacht am Kap Colonna 982 gegen die sizilianischen Sarazenen entging er nur knapp dem Tod und wenige Tage später einer byzantinischen Gefangenschaft. Im Folgejahr gingen durch den Slawenaufstand von 983 dem römisch-deutschen Reich die meisten Gebiete östlich der Elbe für über 140 Jahre verloren. Als Otto II. 983 starb, war sein Sohn und designierter Nachfolger erst drei Jahre alt.

### OttoIII.
Dieser wurde als Otto III. im Jahre 983 zum deutschen König gewählt. Für ihn übernahm seine Mutter Theophanu bis 991 die Regentschaft. Fünf Jahre später wurde er zum Kaiser gekrönt. Kaiser Otto III. starb sehr früh (1002) und hinterließ keinen Erben.

### HeinrichII.
Doch es wurde mit Heinrich, einem Vetter Ottos, noch einmal ein Liudolfinger deutscher König. Heinrich war der Urenkel von König Heinrich I. und bestieg 1002 als Heinrich II. den Thron (Königswahl von 1002). Trotz aller Widerstände wurde er 1014 zum Kaiser gekrönt. Später wurde er aufgrund seiner vielen Stiftungen (Gründung des Bamberger Bistums) 1146 heiliggesprochen. Er starb 1024 ohne männlichen Erben, sodass die Ottonendynastie in männlicher Linie ausstarb. Mit Heinrich ging die Epoche der Ottonen zu Ende und die Königswürde an die Salier über.

## Weitere bedeutende Liudolfinger
- Altfrid (Bischof von Hildesheim bis 874) (die Zuordnung ist sehr fraglich, nach neueren Erkenntnissen eher ein Liudgeride)
- Liudolf (Herzog von Sachsen bis 866)
- Brun (Herzog von Sachsen 866–880)
- Otto der Erlauchte (Herzog von Sachsen 880–912)
- Thankmar
- Gerberga (Königin von Frankreich bis 954)
- Hadwig (Herzogin von Franzien bis 956)
- Heinrich (Herzog von Bayern 947–955)
- Hathwig, Äbtissin von Essen
- Brun (Erzbischof von Köln 953–965, Herzog von Lothringen bis 965)
- Wilhelm (Erzbischof von Mainz 954–968)
- Liudolf von Schwaben (Herzog von Schwaben 949–953)
- Mathilde (Äbtissin in Essen von 973–1011)
- Mathilde (Äbtissin in Quedlinburg von 966–999)
- Heinrich der Zänker (Herzog von Bayern 955–976, 985–995)
- Otto I. (Herzog von Schwaben 973–982, Herzog von Bayern 975–982)
- Brun von Augsburg (Bischof 1006–1029)